# Livio Hermans
Livio Anthony Hermans (Otrobanda, 12 juni 1935 – Nederlandse Antillen, 7 december 2020) was een Antilliaans scheikundige en drogist, maar hij is vooral bekend als pianist.
Hij was zoon van Jozef Hermans en Amancia de Marchena.
Hermans verbleef in de jaren vijftig en zestig circa tien jaar in Amsterdam. Hij studeerde volgens een krantenknipsel bewaard bij Sticusa uit 1985 geneeskunde aan de Universiteit van Amsterdam. Hij studeerde vervolgens verder aan de Katholieke Universiteit Leuven. Hij werkte een tijd lang voor de Sociale Verzekeringsbank op de Antillen. Hij was voor 1989 een aantal jaren directeur van de inspectie geneesmiddel voor de Antillen, totdat minister Charro Kelly hem ontsloeg, alhoewel Hermans nog had gesproken met Nelson Oduber. Hermans vocht het ontslag aan en kreeg via diverse rechtszaken financiële compensatie tot de 1 mei 1990. 
Hermans was bevriend met Edgar Palm (die zijn pianoleraar was) en Frank Davelaar en verzorgde als volleerd pianist concerten tot aan het Frans Halsmuseum in Haarlem aan toe. Hij speelde daar samen met de veel bekendere Julian Coco Antilliaanse muziek. 
Andere noemenswaardige optredens zijn:
- Hermans zette muziek onder een aantal teksten van Pierre Lauffer. Toen hij deze kon publiceren droeg hij ze op aan zijn moeder Marchena. Hermans, Davelaar en zangeres Barbara Newton brachten in 1986 het zevental getoonzette gedichten naar het podium van de Universiteit van de Nederlandse Antillen.
- Hermans speelde Curaçaose dansen bij de presentatie van de gedichtenbundel Un sinta den Bientu van Nydia Ecury, ook in de UNA

Hermans bleef tot op hoge leeftijd musiceren. 
- Gemeinsame Normdatei: 114612242X
- Nederlandse Thesaurus van Auteursnamen: 074244396
- Virtual International Authority File: 208151246511644131087